# Jatpol
Jatpol fou un antic estat tributari protegit de l'Índia, samasthan feudatari del principat d'Hyderabad al districte de Mahbubnagar, avui a Andhra Pradesh, format per 89 pobles amb una superfície de 495 km² i població (1901) de 31.613 habitants. Pagava un tribut al nizam de 73.537 rúpies. La capital inicial era Jatpol, però a finals del segle XIX va passar a Kolhapur (2.204 habitants el 1901).
Segons les inscripcions el 1243 Annapota Nayadu va prendre possessió de l'estat capturant Pangal i altres fortaleses i estenent els seus dominis cap a l'oest fins a Srisis, a l'oest fins a Kotta i Sugur (que sota els britànics pertanyien al samasthan de Wamparti), cap al nord fins a Devarkonda, i al sud fins al riu Kistna. Els seus descendents van governar durant segles; al darrer quart del segle XVIII rajà Jagannath Rao, que no tenia descendencia masculina, va adoptar a Lachma Rao, un príncep de la família de raos de Pakhal. El 1831 Lachma Rao va obtenir de ple dret la pargana de Jatpol del nizam amb una renda de 70.000 rúpies. A final del segle governava Venkata Lachma Rao, germà petit del rajà de Venkatagiri, que havia arribat al poder per adopció, i que va poder eliminar els importants deutes acumulades per l'estat.